# 一個故事
《一個故事》（英語：A Story）是香港歌手黎明的國語錄音室專輯，全碟由李宗盛監製，收錄11首歌曲及製作花絮，專輯於2005年9月21日由唱片公司A Music首次發行，同年10月12日推出特別版大碟，加錄了《Leon演唱會Crazy Classic?》主題曲及3首歌曲的音樂短片，專輯曾於大型連鎖唱片店HMV的亞洲銷量榜獲得第4位。

## 背景
《一個故事》是由李宗盛打造的概念專輯，2005年初，黎明相約李宗盛在北京一家雪糕店閒聊，表示自己是時候在音樂上做一些改變，並邀請李宗盛參與製作一張脫胎換骨的國語專輯，後來經過數次電話溝通，增進彼此了解後，李宗盛答應與黎明合作，他們達成共識，以「在音樂上擴大想像，做出一個跟以往不同的黎明形象」作為專輯的製作方向，李宗盛對黎明做了研究，找到他想像的黎明的樣子，幫助黎明在音樂裡嘗試新的感覺。

## 製作

### 歌曲製作
這張專輯的音樂涵蓋多種曲風，如R&B、輕搖滾、民謠、浪漫抒情曲等，所有歌曲的灌錄工作在北京進行，為期約兩個月。歌曲〈有情郎〉是李宗盛對黎明的想像，以輕鬆詼諧的節奏及「誰都不想當負心漢，誰都想當有情郎」等歌詞表達男人的心聲；〈赤腳男人的山谷〉是李宗盛讓黎明站在荒野的場景說故事，以流暢的曲調及堅毅而深情的男人形象唱出失戀的心情；〈別來無恙〉是一首抒情歌，通過歌詞講述一個無奈的人生體驗，表達出豁達、寬容的感情；〈Good Day〉是一首節奏輕快、旋律開朗的輕搖滾歌曲，歌詞平實而生活化，黎明以輕鬆愉快的方式唱出他自己簡單的心情。

### 音樂短片
歌曲〈有情郎〉及〈赤腳山上的男人〉的音樂短片由黎明和房思瑜合作演出，在台灣取景拍攝，黎明在〈有情郎〉的音樂短片中飾演警察，講述他與飾演性格反叛的女子房思瑜邂逅的經過，而〈赤腳山上的男人〉的音樂短片延續了二人的感情發展，內容講述房思瑜被黎明收服後共墮愛河，她願意留在家中做個等愛的女人。

## 曲目列表
以下是《一個故事》的曲目列表：
| CD       | CD                          | CD                      | CD            | CD       | CD                         | CD    |
| 曲序     | 曲目                        |                         | 作曲          | 编曲     | 备注                       | 时长  |
| -------- | --------------------------- | ----------------------- | ------------- | -------- | -------------------------- | ----- |
| 1.       | 有情郎                      | 伍家輝                  | 伍家輝        | 伍冠諺   |                            | 3:14  |
| 2.       | 赤腳男人的山谷              | 吳旭文 李宗盛           | P. Westcott   | 伍冠諺   |                            | 3:36  |
| 3.       | 別來無恙                    | 林夕                    | 陳志恆        | 伍冠諺   |                            | 3:48  |
| 4.       | Good Day                    | 陳鎮川                  | 陳志恆        | Mac Chew | 衛蘭《口花花》同曲異詞作品 | 4:30  |
| 5.       | 單影                        | 李宗盛                  | Leo           | Mac Chew |                            | 4:51  |
| 6.       | 淡入淡出                    | 娃娃 （口白詞：李宗盛） | 楊安邦        | 伍冠諺   |                            | 5:02  |
| 7.       | 夏天的味道                  | 海雷                    | 李毅          | 伍冠諺   | 全國學生歌曲創作得獎作品   | 3:20  |
| 8.       | 妹子                        | 李劍青                  | 李劍青        | 伍冠諺   |                            | 4:26  |
| 9.       | 相信                        | 黃婷 李宗盛             | 伍冠諺 陳志恆 | 伍冠諺   | 《長情》國語版             | 4:42  |
| 10.      | 迷亂情意                    | 黃婷                    | 雷頌德        | 雷頌德   | 《愛瘋了》國語版           | 5:03  |
| 11.      | 有情郎（Acappella Version） | 伍家輝                  | 伍家輝        | 伍冠諺   |                            | 3:14  |
| 总时长： | 总时长：                    | 总时长：                | 总时长：      | 总时长： | 总时长：                   | 45:45 |

| 全新特別版新增曲目 | 全新特別版新增曲目                | 全新特別版新增曲目 |
| 曲序               | 曲目                              | 时长               |
| ------------------ | --------------------------------- | ------------------ |
| 12.                | Crazy Classic（前奏版）（廣東歌） | 4:37               |
| 总时长：           | 总时长：                          | 50:22              |

| DVD      | DVD                   |
| 曲序     | 曲目                  |
| -------- | --------------------- |
| 1.       | 有情郎（MV）          |
| 2.       | 相信（MV）            |
| 3.       | Making-of 黎明1個故事 |
| 总时长： | 26:01                 |

| DVD（全新特別版） | DVD（全新特別版）      |
| 曲序              | 曲目                   |
| ----------------- | ---------------------- |
| 1.                | 赤腳男人的山谷（MV）   |
| 2.                | 別來無恙（MV）         |
| 3.                | Good Day（MV）         |
| 4.                | Making- of 黎明1個故事 |

## 幕後製作人員
以下是《一個故事》部分曲目的幕後製作人員名單：
- 結他：倪方來（曲目2－4）
- 貝斯：Andy Peterson（曲目2,4）、蔡尚文（曲目3）
- 鋼琴：Mac Chew（曲目1－3）
- 大提琴：Phooi Wooi（曲目1）
- 鼓：Gary Gideon（曲目2,4）
- 和音：李劍青（曲目1,2）、陳志恆（曲目2,4）

## 評論摘要
監製李宗盛形容自己像中醫，用緩慢而內斂的方式，讓黎明在潛移默化中，從內在做改變，他認為黎明的嗓音並不是很有侵略性，可以溫和地講故事，較適合扮演一個舒緩的角色，因此這張專輯除了快歌外，也有抒情、內涵飽滿、節奏特殊等歌曲，讓黎明用舒緩的方式，適切表現他的嗓音特色，並建議黎明離開繁忙的香港，到北京來專心進行錄音工作，且認為黎明在錄音室的工作表現認真，不厭其煩、不放棄任何一次嘗試，去達到想達到的目標。黎明透過跟李宗盛的交流，黎明以往在唱歌上的小缺點都有了補強的機會，如咬字、語氣等，他認為李宗盛像一棵「音樂大樹」，實在而感情，當他開心的時候就會掉下果實，讓身旁的人都嚐到。

## 流行榜成績
以下是《一個故事》的派台歌曲名單，以及其歌曲在香港四大電子媒體音樂流行榜的最高位置。
| 派台歌曲／流行榜  | 903專業推介 | 中文歌曲龍虎榜 | 新城電台勁爆本地榜 | 勁歌金榜 | 參考                        |
| ----------------- | ----------- | -------------- | ------------------ | -------- | --------------------------- |
| 〈有情郎〉        | 季軍        | 季軍           | 冠軍               | 冠軍     | [ 12 ] [ 13 ] [ 14 ] [ 15 ] |
| 〈Crazy Classic〉 | 第17位      | 第11位         | 第6位              | 未能上榜 | [ 16 ] [ 17 ] [ 18 ]        |
| 〈淡入淡出〉      | 未能上榜    | 未能上榜       | 未能上榜           | 未能上榜 |                             |

## 資料來源
1. ↑  . Discogs. 2005  [2022-04-01]. （原始内容存档于2020-09-27） （英语）.
2. ↑  . 東方日報. 2005-10-21  [2020-04-30]. （原始内容存档于2020-04-30） （中文）.
3. 1 2  . 蘋果日報. 2005-10-21  [2024-05-15]. （原始内容存档于2024-05-15） （中文）.
4. ↑  曾歲春. . 大紀元新聞網. 2005-09-23  [2022-04-01]. （原始内容存档于2019-05-12） （中文）.
5. ↑  施慶. . 上海青年報. 2005-09-21  [2022-04-01]. （原始内容存档于2022-03-31） （中文（简体））.
6. ↑  . 東方日報. 2005-09-20  [2022-04-01]. （原始内容存档于2022-03-31） （中文）.
7. ↑  . 太陽報. 2005-09-20  [2022-04-01]. （原始内容存档于2021-02-04） （中文）.
8. 1 2  . 銀河網路電台.   [2022-04-01]. （原始内容存档于2019-05-12） （中文）.
9. ↑  . YsaAsia.   [2022-03-31]. （原始内容存档于2019-08-07） （中文）.
10. ↑  . Discogs. 2010-04-03  [2022-04-03]. （原始内容存档于2019-04-27） （英语）.
11. ↑  . 蘋果日報. 2005-09-20  [2022-04-01]. （原始内容存档于2021-08-31） （中文）.
12. ↑  . http.cc音樂. 2014-06-11  [2019-12-02]. （原始内容存档于2019-03-31） （中文）.
13. ↑  . http.cc音樂. 2014-05-11  [2019-12-02]. （原始内容存档于2019-03-31） （中文）.
14. ↑  . http.cc音樂. 2014-07-22  [2019-12-02write.php/read-4355.html]. （原始内容存档于2019-03-31） （中文）.
15. ↑  . http.cc音樂. 2014-07-05  [2019-12-02]. （原始内容存档于2019-03-31） （中文）.
16. ↑  . http.cc音樂. 2014-06-11  [2019-12-02]. （原始内容存档于2019-03-31） （中文）.
17. ↑  . http.cc音樂. 2014-05-11  [2019-12-02]. （原始内容存档于2019-03-31） （中文）.
18. ↑  . http.cc音樂. 2014-07-22  [2019-12-02]. （原始内容存档于2019-03-31） （中文）.

## 外部連結
- 黎明 Leon Lai - Good Day Official MV 官方完整版 AMusic Official Channel. 2013-06-11